# اهل وادزا
اهل وادزا (به فرانسوی: Ahl Oued Za) یک منطقهٔ مسکونی در مراکش است که در Oriental (Moroccan region) واقع شده‌است.

## خصوصیات
اهل وادزا ۱۴٬۲۰۲ نفر جمعیت دارد.